# Prostataartärembolisering
Prostataartärembolisering (PAE) är en icke-kirurgisk teknik för behandling av benign prostatahyperplasi (BPH). Proceduren involverar blockering av blodflödet i små grenar av prostataartärerna med hjälp av mikropartiklar som injiceras via en liten kateter för att minska storleken på prostatakörteln. Det är en minimalinvasiv behandling som kan utföras med lokalbedövning som ett polikliniskt ingrepp.

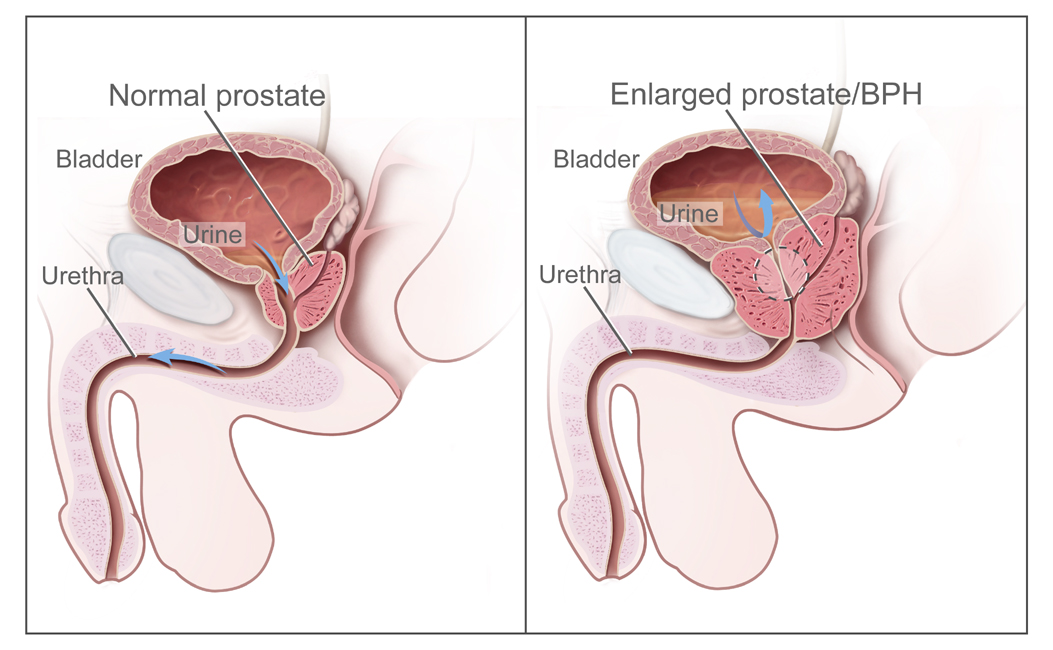
Bild över en normal prostata (vänster) och benign prostatahyperplasi (höger)

Män med förstorad prostata kan drabbas av symtom på grund av obstruktion i de nedre urinvägarna, såsom känsla av ofullständig urinering, oförmåga att urinera, svag urinström eller att behöva kissa ofta (ofta uppvaknande från sömnen). Om symtomen orsakar en betydande störning av livskvaliteten, kan en man genomgå initial behandling med oral medicin, såsom alfa-1-receptorblockerare, 5-alfa-reduktashämmare eller fosfodiesteras-5 enzymhämmare. De med svåra/progressiva symtom eller de som inte upplever symtomlindring av medicinering har traditionellt övervägts för kirurgisk ingrepp, med transuretral resektion av prostata (TURP) som standardbehandling.
Det finns dock problem med både medicinska och kirurgiska behandlingar, inklusive oönskade biverkningar och varierande effektivitet. Till exempel är sexuell dysfunktion och ortostatisk hypotoni biverkningar som kan få vid behandling med 5-alfa-reduktashämmare. Prostataartärembolisering är ett framväxande behandlingsalternativ som undviker riskerna med systemisk medicinering och kirurgi.
Den första rapporten om selektiv prostataartärembolisering som resulterade i lindring av prostatakörtelobstruktion publicerades 2000. Sedan dess har prospektiva prövningar med ett litet antal patienter, upp till cirka 200 patienter/prövning genomförts internationellt. I Sverige introducerades användandet av PAE först i Helsingborg 2015.

## Procedur
Efter lokalbedövning får en interventionsradiolog tillgång till artärsystemet genom att genomborra lårbens- eller radiella artären, vanligtvis under ultraljudsledning, med en troakar. Genom nålen träs en ledare, över detta kan en kateter (som brukar vara 4 till 5 French) föras in i artären. Kontrastmedel injiceras under genomlysning (eller digital subtraktionsangiografi) som beskriver blodkärlens anatomi. Denna teknik används för att lokalisera prostataartären och föra en mikrokateter (≤2,7 French) fram till prostataartären. Mikropartiklar, vanligtvis mikrosfärer, injiceras sedan i prostataartären. De blockerar artären och förhindrar blodflödet till prostatan, vilket  resulterar i minskad prostatastorlek.

## Fördelar
En Cochrane-granskning från 2022 av studier som involverade män över 40 med förstorad prostata och symtom i nedre urinvägar visade att prostataartärembolisering (PAE) kan fungera på samma sätt som vanliga kirurgiska alternativ (transuretral resektion av prostata) för att lindra symtom och förbättra mäns livskvalitet på kort sikt (i upp till ett år). Denna granskning fann att PAE kan öka behovet av återbehandling. På längre sikt (13–24 månader) är denna översikt mycket osäker om de positiva och negativa effekterna av PAE i jämförelse med transuretral resektionskirurgi.

## Potentiella negativa händelser
Eftersom PAE är en relativt ny procedur behövs mer data för att fastställa förekomsten av biverkningar. Majoriteten av biverkningarna orsakde av PAE beror sannolikt på icke-målemboli och är i allmänhet självbegränsande till sin natur. Cochrane-översikten från 2020 bedömde de aktuella bevisen och fann att det finns stora osäkerheter om PAE skiljer sig i termer av allvarliga biverkningar eller problem med erektion jämfört med transuretral resektion av prostata. Däremot kan PAE minska problem med utlösning.
De vanligaste biverkningarna inkluderar akut urinretention, rektal blödning, smärta, blod i urinen eller spermier och urinvägsinfektion. Allvarliga komplikationer är sällsynta (0,3 %), och inkluderar arteriell dissektion, ischemi i urinblåsan och ihållande urinvägsinfektion. Dessutom observeras ett post-embolisering syndrom, bestående av smärta, mild feber, sjukdomskänsla, illamående, kräkningar och nattliga svettningar, vanligen efter ingreppet och behandlas med anti-inflammatoriska och andra smärtlindrande läkemedel.
En single-center prospektiv studie rapporterade en total komplikationsfrekvens på upp till 20,6 %, med mestadels mindre komplikationer inklusive hematospermi, diarré och urinrörstrauma från kateter-insättning, med en större komplikation av UVI som kräver intravenös antibiotika.